# Distretto di Pakhtaabad
Il distretto di Pakhtaabad (usbeco Paxtaobod) è uno dei 14 distretti della Regione di Andijan, in Uzbekistan. Il capoluogo è Pakhtaabad.